# Jean-Philippe Grand
Pas d'image ? Cliquez ici
Jean-Philippe Grand, né le 25 septembre 1953 à Chinon (Indre-et-Loire), est un pilote automobile français, fondateur du Graff Racing. Pur amateur à l'origine ayant notamment participé à des courses de côtes et rallyes tels le Critérium de Touraine, il s'inscrit en 1984 dans le nouveau Championnat de France de Formule Ford. Avec succès puisqu'il remporte presque toutes les courses.
Il fonde le Graff Racing l'année suivante afin d'aider de jeunes talents, lui qui n'avait pas bénéficié de soutien dans sa jeunesse. 

## Palmarès
- Championnat de France des circuits
  - Champion en 1982 et 1983

- Championnat de France de Formule Ford
  - Champion en 1984

- 24 Heures du Mans
  - Dix participations
  - 18e et dernier classé mais vainqueur de la catégorie S2.0 en 1981
  - 11e et 2e de la catégorie C2 en 1984

## Résultats aux 24 Heures du Mans
| Année | Voiture      | Équipe                                     | Équipiers                                   | Résultat |
| ----- | ------------ | ------------------------------------------ | ------------------------------------------- | -------- |
| 1980  | Chevron B36  | Jean-Philippe Grand                        | Yves Courage                                | Abandon  |
| 1981  | Lola T298    | Jean-Philippe Grand                        | Yves Courage                                | 18e      |
| 1982  | Cougar C01   | Courage Compétition                        | Yves Courage / Michel Dubois                | Abandon  |
| 1984  | Rondeau M379 | Jean-Philippe Grand / Graff Racing         | Jean-Paul Libert (de) / Pascal Witmeur (de) | 11e      |
| 1986  | Rondeau M482 | Graff Racing                               | Jacques Goudchaux / Marc Menant             | 13e      |
| 1987  | Rondeau M379 | Jean-Philippe Grand / Graff Racing         | Jean-Paul Libert (de) / Pascal Witmeur (de) | 11e      |
| 1988  | Spice SE86C  | Graff Racing                               | Jacques Terrien / Maurice Guenoun           | Abandon  |
| 1989  | Spice SE89C  | Graff Racing                               | Rémy Pochauvin / Jean-Luc Roy               | 19e      |
| 1990  | Spice SE89C  | Graff Racing                               | Xavier Lapeyre / Michel Maisonneuve         | 23e      |
| 1991  | Spice SE89C  | Graff Racing / Automobiles Louis Descartes | Michel Maisonneuve / Xavier Lapeyre         | Abandon  |